# Wet van Dalton

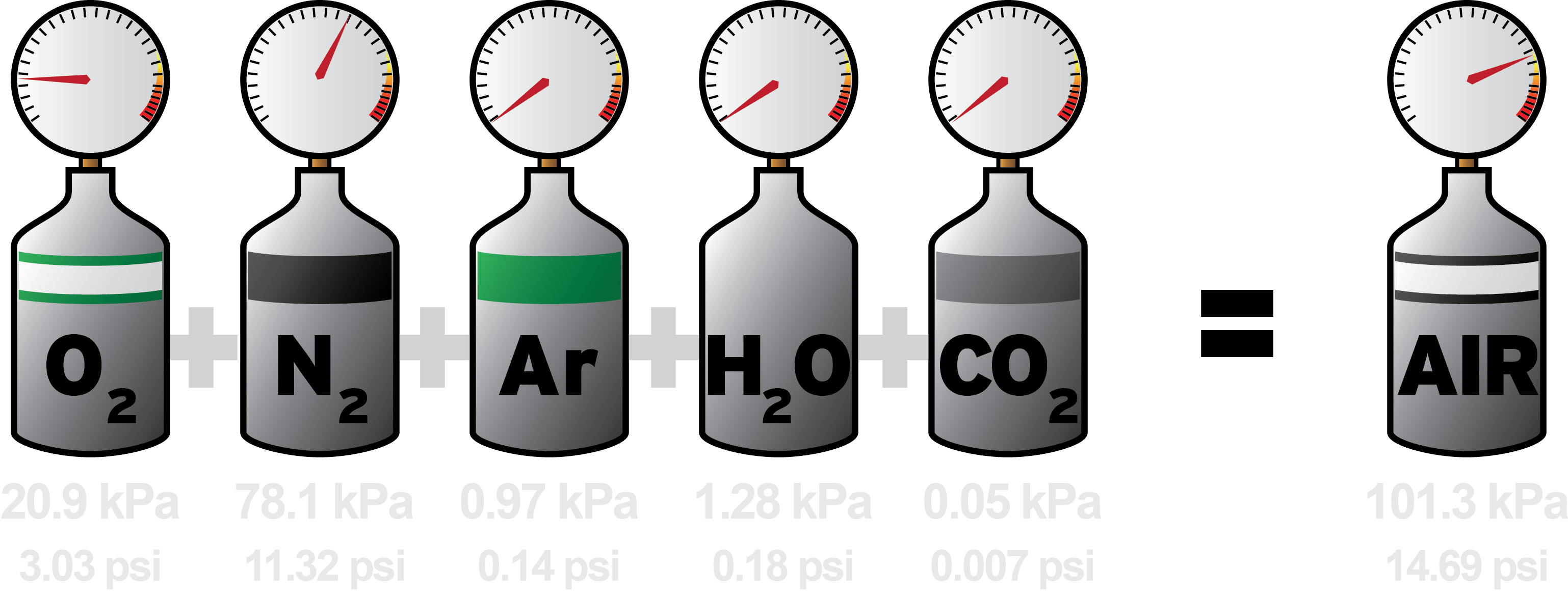
Illustrie van de wet van Dalton aan de hand van de samenstellende bestanddelen van lucht bij atmosferische druk

De wet van Dalton stelt dat de som van alle partiële drukken van de gassen in een mengsel gelijk is aan de totale druk van het gasmengsel. De wet is genoemd naar de Engelsman John Dalton (1766–1844). 
{\displaystyle P_{t}=\sum _{i=1}^{n}P_{i}}
Met
{\displaystyle n} het aantal verschillende gassen in het mengsel.
{\displaystyle P_{t}} de totale druk [Pa]
{\displaystyle P_{i}} de partiële druk van component {\displaystyle i} [Pa]
De wet van Dalton wordt ook wel gedefinieerd als:
{\displaystyle P_{i}=y_{i}\cdot P_{t}},
waarin {\displaystyle y_{i}} de molaire fractie van de {\displaystyle i}-de component.
Deze wet vormt samen met de wet van Raoult de basis voor destillatie-berekeningen.